# Liste des publications de DanMachi
Cet article est un complément de l'article DanMachi. Il présente la liste des volumes de la série de light novel DanMachi : La Légende des Familias, ainsi que ceux de la série dérivée Dungeon ni deai o motomeru no wa machigatteiru darō ka gaiden: Sword Oratoria. La version française de l'œuvre principale est publiée dans le sens de lecture occidental par l'éditeur Ofelbe depuis le 30 juin 2016.

## Liste deslight novel

### DanMachi: La Légende des Familias
| no | Japonais          | Japonais                                                                  | Français          | Français          |
| no | Date de sortie    | ISBN                                                                      | Date de sortie    | ISBN              |
| --- | ----------------- | ------------------------------------------------------------------------- | ----------------- | ----------------- |
| 1 | 15 janvier 2013   | 978-4-7973-7280-9                                                         | 30 juin 2016      | 978-2-37302-014-4 |
| Liste des chapitres : - Prologue - Est-ce une erreur d'espérer rencontrer des filles dans un donjon ? - Chapitre 1 - Le rêve, la réalité et le monde - Chapitre 2 - C'est pour ça que je cours - Chapitre 3 - La nuit avant l'éveil - Chapitre 4 - C'est pour ça que je veux t'aider - Chapitre 5 - Les facéties d'une déesse - Chapitre 6 - Course poursuite - Épilogue - La Légende des Familias                                                |                   |                                                                           |                   |                   |
| 2 | 15 février 2013   | 978-4-7973-7307-3                                                         | 8 septembre 2016  | 978-2-37302-016-8 |
| Liste des chapitres : - Prologue - Rira bien qui rira le dernier - Chapitre 1 - Rendez-vous rocambolesque - Chapitre 2 - Les motivations d'une porteuse - Interlude - Les lamentations d'une déesse - Chapitre 3 - La magie des genoux accueillants - Chapitre 4 - Le vin divin - Chapitre 5 - Reset - Épilogue - En coulisse |                   |                                                                           |                   |                   |
| 3 | 15 mai 2013,      | 978-4-7973-7362-2 (édition régulière) 978-4-7973-7360-8 (édition limitée) | 19 janvier 2017   | 978-2-37302-017-5 |
| EXTRA : Au Japon, l'édition limitée de ce volume comporte une nouvelle et une collection d'illustrations d'invités.Liste des chapitres : - Prologue - « Alea Jacta Est » - Chapitre 1 - La princesse à l'épée contre-attaque - Chapitre 2 - L'entraînement du lièvre et du taureau - Chapitre 3 - Black Raid - Chapitre 4 - Le vrai sens du mot aventure - Chapitre 5 - L'aspirant héros - Épilogue - [Page 0 → Page 1]                           |                   |                                                                           |                   |                   |
| 4 | 14 décembre 2013, | 978-4-7973-7514-5 (édition régulière) 978-4-7973-7515-2 (édition limitée) | 24 mai 2017       | 978-2-37302-026-7 |
| EXTRA : Au Japon, l'édition limitée de ce volume comporte un livret.Liste des chapitres : - Prologue - Le lièvre le plus rapide du monde - Chapitre 1 - Le Denatus - Chapitre 2 - Tournent les lieux, tournent les gens - Chapitre 3 - Les désagréments d'un forgeron - Épilogue - Next Stage - Quest x Quest - La Campanella de la déesse |                   |                                                                           |                   |                   |
| 5 | 15 mai 2014       | 978-4-7973-7714-9                                                         | 26 octobre 2017   | 978-2-37302-027-4 |
| Liste des chapitres : - Prologue - L'ombre d'un présage - Chapitre 1 - Les sous-sols intermédiaires - Chapitre 2 - Combien de mètres encore pour survivre - Chapitre 3 - Raid mortel au cœur du labyrinthe - Chapitre 4 - Villégiature donjonesque - Chapitre 5 - Le banquet des criminels - Chapitre 6 - L'ode au héros - Épilogue - Qui vise le lièvre…                                                                                         |                   |                                                                           |                   |                   |
| 6 | 15 novembre 2014, | 978-4-7973-8059-0 (édition régulière) 978-4-7973-8059-0 (édition limitée) | 26 avril 2018     | 978-2-37302-028-1 |
| EXTRA : Au Japon, l'édition limitée de ce volume comporte un livret.Liste des chapitres : - Prologue - Affront à la lueur de la lune - Chapitre 1 - Un lapin furieux - Chapitre 2 - Shall we dance ? - Chapitre 3 - Explosion - Chapitre 4 - Rassemblement - Chapitre 5 - Notre War Game - Épilogue - La Familia d'Hestia |                   |                                                                           |                   |                   |
| 7 | 15 avril 2015,    | 978-4-7973-8311-9 (édition régulière) 978-4-7973-8221-1 (édition limitée) | 31 janvier 2019   | 978-2-37302-053-3 |
| EXTRA : Au Japon, l'édition limitée de ce volume comporte un drama CD.Liste des chapitres : - Prologue - Une cruelle divinité règne sur l'antre des plaisirs - Chapitre 1 - Beau fixe - Chapitre 2 - Cours, Cranel cours! - Chapitre 3 - La femme renarde et le lièvre éffarouché - Chapitre 4 - Yoshiwara x Uytakata - Chapitre 5 - La fatal Roc - Chapitre 6 - L'aspiration du Héros - Chapitre 7 - Goddess War - Épilogue - Entouré de douceur |                   |                                                                           |                   |                   |
| 8 | 15 juin 2015,     | 978-4-7973-8314-0 (édition régulière) 978-4-7973-8313-3 (édition limitée) | 11 juillet 2019   | 978-2-37302-064-9 |
| EXTRA : Au Japon, l'édition limitée de ce volume comporte une maquette en carton d'Hestia réalisée par la société graphig. |                   |                                                                           |                   |                   |
| 9 | 15 septembre 2015 | 978-4-7973-8500-7                                                         | 26 septembre 2019 | 978-2-37302-065-6 |
| 10 | 14 mai 2016,      | 978-4-7973-8677-6 (édition régulière) 978-4-7973-8678-3 (édition limitée) | 27 février 2020   | 978-2-37302-073-1 |
| EXTRA : Au Japon, l'édition limitée de ce volume comporte un livret. |                   |                                                                           |                   |                   |
| 11 | 14 octobre 2016,  | 978-4-7973-8812-1 (édition régulière) 978-4-7973-8813-8 (édition limitée) | 5 novembre 2020   | 978-2-37302-080-9 |
| EXTRA : Au Japon, l'édition limitée de ce volume comporte un drama CD. |                   |                                                                           |                   |                   |
| 12 | 24 mai 2017       | 978-4-7973-9280-7                                                         | 6 mai 2021        | 978-2-37302-088-5 |
| 13 | 15 février 2018,  | 978-4-7973-9356-9 (édition régulière) 978-4-7973-9357-6 (édition limitée) | 27 avril 2023     | 978-2-37302-097-7 |
| EXTRA : Au Japon, l'édition limitée de ce volume comporte un drama CD. |                   |                                                                           |                   |                   |
| 14 | 15 décembre 2018  | 978-4-7973-9620-1                                                         | -                 | 978-2-37302-099-1 |
| 15 | 15 juin 2019      | 978-4-7973-9622-5                                                         | -                 | 978-2-37302-110-3 |
| 16 | 14 octobre 2020   | 978-4-8156-0756-2                                                         | —                 |                   |
| 17 | 22 avril 2021     | 978-4-8156-0981-8                                                         | —                 |                   |
| 18 | 24 janvier 2023   | 978-4-8156-1371-6                                                         | —                 |                   |
| 19 | 15 septembre 2023 | 978-4-8156-1970-1                                                         | —                 |                   |
| 20 | 15 décembre 2024, | 978-4-8156-2869-7 (édition régulière) 978-4-8156-3073-7 (édition limitée) | —                 |                   |
| EXTRA : Au Japon, l'édition limitée de ce volume comporte un livret. |                   |                                                                           |                   |                   |
| 21 | 11 octobre 2025,  | 978-4-8156-3294-6 (édition régulière) 978-4-8156-3293-9 (édition limitée) | —                 |                   |
| EXTRA : Au Japon, l'édition limitée de ce volume comporte un livret. |                   |                                                                           |                   |                   |

### Dungeon ni deai o motomeru no wa machigatteiru darō ka gaiden: Sword Oratoria
| no                                                                     | Japonais          | Japonais                                                                  |
| no                                                                     | Date de sortie    | ISBN                                                                      |
| ---------------------------------------------------------------------- | ----------------- | ------------------------------------------------------------------------- |
| 1                                                                      | 15 janvier 2014,  | 978-4-7973-7553-4 (édition régulière) 978-4-7973-7554-1 (édition limitée) |
| EXTRA : Au Japon, l'édition limitée de ce volume comporte un livret.   |                   |                                                                           |
| 2                                                                      | 13 juin 2014      | 978-4-7973-7716-3                                                         |
| 3                                                                      | 15 décembre 2014, | 978-4-7973-8203-7 (édition régulière) 978-4-7973-8150-4 (édition limitée) |
| EXTRA : Au Japon, l'édition limitée de ce volume comporte un livret.   |                   |                                                                           |
| 4                                                                      | 15 mai 2015       | 978-4-7973-8312-6                                                         |
| 5                                                                      | 15 octobre 2015   | 978-4-7973-8508-3                                                         |
| 6                                                                      | 15 octobre 2015   | 978-4-7973-8846-6                                                         |
| 7                                                                      | 15 décembre 2014, | 978-4-7973-8934-0 (édition régulière) 978-4-7973-8935-7 (édition limitée) |
| EXTRA : Au Japon, l'édition limitée de ce volume comporte un livret.   |                   |                                                                           |
| 8                                                                      | 15 décembre 2014, | 978-4-7973-9234-0 (édition régulière) 978-4-7973-9042-1 (édition limitée) |
| EXTRA : Au Japon, l'édition limitée de ce volume comporte un drama CD. |                   |                                                                           |
| 9                                                                      | 15 octobre 2015   | 978-4-7973-9281-4                                                         |
| 10                                                                     | 15 décembre 2014, | 978-4-7973-9460-3 (édition régulière) 978-4-7973-9623-2 (édition limitée) |
| EXTRA : Au Japon, l'édition limitée de ce volume comporte un drama CD. |                   |                                                                           |
| 11                                                                     | 15 octobre 2015   | 978-4-8156-0026-6                                                         |
| 12                                                                     | 12 juillet 2019   | 978-4-8156-0264-2                                                         |
| 13                                                                     | 15 février 2023   | 978-4-8156-0982-5                                                         |
| 14                                                                     | 15 mars 2023      | 978-4-8156-1434-8                                                         |
| 15                                                                     | 12 janvier 2025,  | 978-4-8156-2870-3 (édition régulière) 978-4-8156-3074-4 (édition limitée) |
| EXTRA : Au Japon, l'édition limitée de ce volume comporte un livret.   |                   |                                                                           |
| 16                                                                     | 11 octobre 2025,  | 978-4-8156-3296-0 (édition régulière) 978-4-8156-3295-3 (édition limitée) |
| EXTRA : Au Japon, l'édition limitée de ce volume comporte un livret.   |                   |                                                                           |

### Dungeon ni deai o motomeru no wa machigatteiru darō ka: Familia Chronicle
| no | Japonais                           | Japonais         | Japonais          |
| no | Titre                              | Date de sortie   | ISBN              |
| -- | ---------------------------------- | ---------------- | ----------------- |
| 1  | episode Ryū (episodeリュー)        | 15 mars 2017     | 978-4-7973-9080-3 |
| 2  | episode Fureiya (episodeフレイヤ)  | 12 décembre 2019 | 978-4-8156-0464-6 |
| 3  | episode Fureiya 2 (episodeリュー2) | 14 octobre 2023  | 978-4-8156-2369-2 |
| 4  | episode Afi (episodeアスフィ)      | 11 octobre 2025  | 978-4-8156-3297-7 |

## Liste des mangas

### DanMachi: La Légende des Familias
| no | Japonais          | Japonais          | Français         | Français          |
| no | Date de sortie    | ISBN              | Date de sortie   | ISBN              |
| -- | ----------------- | ----------------- | ---------------- | ----------------- |
| 1  | 13 décembre 2013  | 978-4-7575-4166-5 | 8 septembre 2017 | 978-2-37717-031-9 |
| 2  | 14 mai 2014       | 978-4-7575-4304-1 | 6 octobre 2017   | 978-2-37717-036-4 |
| 3  | 13 novembre 2014  | 978-4-7575-4464-2 | 19 janvier 2018  | 978-2-37717-081-4 |
| 4  | 25 mars 2015      | 978-4-7575-4592-2 | 20 avril 2018    | 978-2-37717-099-9 |
| 5  | 25 juin 2015      | 978-4-7575-4673-8 | 6 juillet 2018   | 978-2-37717-123-1 |
| 6  | 25 mars 2016      | 978-4-7575-4925-8 | 30 novembre 2018 | 978-2-37717-150-7 |
| 7  | 13 octobre 2016   | 978-4-7575-5120-6 | 22 février 2019  | 978-2-37717-192-7 |
| 8  | 25 mars 2017      | 978-4-7575-5287-6 | 19 juin 2020     | 978-2-37717-221-4 |
| 9  | 25 septembre 2017 | 978-4-7575-5368-2 | 10 juillet 2020  | 978-2-37717-238-2 |
| 10 | 25 juin 2018      | 978-4-7575-5763-5 | 26 février 2021  | 978-2-37717-336-5 |

### DanMachi: La Légende des Familias II
| no | Japonais         | Japonais          | Français          | Français          |
| no | Date de sortie   | ISBN              | Date de sortie    | ISBN              |
| -- | ---------------- | ----------------- | ----------------- | ----------------- |
| 1  | 22 juillet 2020  | 978-4-7575-6769-6 | 29 septembre 2023 | 978-2-37717-474-4 |
| 2  | 25 mars 2021     | 978-4-7575-7169-3 | 2 février 2024    | 978-2-37717-488-1 |
| 3  | 25 décembre 2021 | 978-4-7575-7647-6 | 5 juillet 2024    | 978-2-37717-601-4 |
| 4  | 25 janvier 2023  | 978-4-7575-8354-2 | 30 août 2024      | 978-2-37717-613-7 |
| 5  | 25 novembre 2023 | 978-4-7575-8912-4 | 26 septembre 2025 | 978-2-37717-625-0 |
| 6  | 25 février 2025  | 978-4-7575-9689-4 |                   |                   |

### DanMachi: Sword Oratoria
| no | Japonais          | Japonais          | Français          | Français          |
| no | Date de sortie    | ISBN              | Date de sortie    | ISBN              |
| -- | ----------------- | ----------------- | ----------------- | ----------------- |
| 1  | 13 novembre 2014  | 978-4-7575-4465-9 | 10 juillet 2020   | 978-2-37717-318-1 |
| 2  | 25 mars 2015      | 978-4-7575-4593-9 | 25 septembre 2020 | 978-2-37717-344-0 |
| 3  | 15 mars 2015      | 978-4-7575-4465-9 | 26 février 2021   | 978-2-37717-358-7 |
| 4  | 14 octobre 2015   | 978-4-7575-4767-4 | 26 mars 2021      | 978-2-37717-373-0 |
| 5  | 25 mars 2016      | 978-4-7575-4926-5 | 25 juin 2021      | 978-2-37717-402-7 |
| 6  | 13 octobre 2016   | 978-4-7575-5121-3 | 10 septembre 2021 | 978-2-37717-412-6 |
| 7  | 25 mars 2017      | 978-4-7575-5289-0 | 29 octobre 2021   | 978-2-37717-424-9 |
| 8  | 13 avril 2017     | 978-4-7575-5361-3 | 27 mai 2022       | 978-2-37717-445-4 |
| 9  | 13 juin 2017      | 978-4-7575-5369-9 | 16 septembre 2022 | 978-2-37717-470-6 |
| 10 | 13 février 2018   | 978-4-7575-5559-4 | 25 novembre 2022  | 978-2-37717-484-3 |
| 11 | 15 mai 2018       | 978-4-7575-5712-3 | 28 avril 2023     | 978-2-37717-501-7 |
| 12 | 13 février 2019   | 978-4-7575-5907-3 | 7 juillet 2023    | 978-2-37717-508-6 |
| 13 | 13 février 2019   | 978-4-7575-6005-5 | 29 septembre 2023 | 978-2-37717-520-8 |
| 14 | 12 juillet 2019   | 978-4-7575-6203-5 | 8 décembre 2023   | 978-2-37717-536-9 |
| 15 | 12 décembre 2019  | 978-4-7575-6432-9 | 12 avril 2024     | 978-2-37717-552-9 |
| 16 | 22 juillet 2020   | 978-4-7575-6702-3 | 12 juillet 2024   | 978-2-37717-578-9 |
| 17 | 21 novembre 2020  | 978-4-7575-6941-6 | 27 septembre 2024 | 978-2-37717-609-0 |
| 18 | 25 mars 2021      | 978-4-7575-7170-9 | 28 février 2025   | 978-2-37717-632-8 |
| 19 | 25 décembre 2021  | 978-4-7575-7645-2 | 4 juillet 2025    | 978-2-37717-642-7 |
| 20 | 25 décembre 2021  | 978-4-7575-7646-9 | 29 août 2025      | 978-2-37717-656-4 |
| 21 | 22 mars 2022      | 978-4-7575-7830-2 | 26 septembre 2025 | 978-2-37717-671-7 |
| 22 | 22 juillet 2022   | 978-4-7575-8032-9 | —                 |                   |
| 23 | 25 janvier 2023   | 978-4-7575-8352-8 | —                 |                   |
| 24 | 25 janvier 2023   | 978-4-7575-8353-5 | —                 |                   |
| 25 | 12 juin 2023      | 978-4-7575-8620-8 | —                 |                   |
| 26 | 25 novembre 2023  | 978-4-7575-8914-8 | —                 |                   |
| 27 | 22 mars 2024      | 978-4-7575-9113-4 | —                 |                   |
| 28 | 21 septembre 2024 | 978-4-7575-9427-2 | —                 |                   |
| 29 | 21 novembre 2024  | 978-4-7575-9519-4 | —                 |                   |
| 30 | 25 février 2025   | 978-4-7575-9690-0 | —                 |                   |
| 31 | 22 juillet 2025   | 978-4-7575-9962-8 | —                 |                   |

### DanMachi – Familia Chronicle: Épisode Ryû
| no | Japonais         | Japonais          | Français          | Français          |
| no | Date de sortie   | ISBN              | Date de sortie    | ISBN              |
| -- | ---------------- | ----------------- | ----------------- | ----------------- |
| 1  | 13 mars 2017     | 978-4-7575-5270-8 | 25 juin 2021      | 978-2-37717-382-2 |
| 2  | 22 juillet 2017  | 978-4-7575-5401-6 | 25 juin 2021      | 978-2-37717-383-9 |
| 3  | 22 novembre 2017 | 978-4-7575-5518-1 | 24 septembre 2021 | 978-2-37717-416-4 |
| 4  | 22 mars 2018     | 978-4-7575-5656-0 | 26 novembre 2021  | 978-2-37717-427-0 |
| 5  | 21 juillet 2018  | 978-4-7575-5784-0 | 25 mars 2022      | 978-2-37717-447-8 |
| 6  | 13 décembre 2018 | 978-4-7575-5908-0 | 28 octobre 2022   | 978-2-37717-461-4 |

### DanMachi – Familia Chronicle: Épisode Freya
| no | Japonais         | Japonais          | Français       | Français |
| no | Date de sortie   | ISBN              | Date de sortie | ISBN     |
| -- | ---------------- | ----------------- | -------------- | -------- |
| 1  | 25 décembre 2021 | 978-4-7575-7649-0 | —              |          |
| 2  | 22 juillet 2022  | 978-4-7575-8033-6 | —              |          |
| 3  | 25 janvier 2023  | 978-4-7575-8355-9 | —              |          |
| 4  | 12 juillet 2023  | 978-4-7575-8669-7 | —              |          |
| 5  | 22 mars 2024     | 978-4-7575-9086-1 | —              |          |

### Dungeon ni deai o motomeru no wa machigatteiru darō ka 4koma: Kamisama no nichijō
| no | Japonais | Japonais       | Japonais          |
| no | Titre | Date de sortie | ISBN              |
| -- | --- | -------------- | ----------------- |
| 1  | Danjon ni deai o motomeru no wa machigatte irudarō ka 4koma: Kamisama no nichijō (ダンジョンに出会いを求めるのは間違っているだろうか4コマ【神様の日常】)     | 15 mai 2015    | 978-4-7575-4639-4 |
| 2  | Danjon ni deai o motomeru no wa machigatte irudarō ka 4koma: Kamisama no hinichijō (ダンジョンに出会いを求めるのは間違っているだろうか4コマ【神様の非日常】) | 23 mai 2017    | 978-4-7575-5356-9 |

### DanMachi 4koma
| no | Japonais | Japonais       | Japonais          |
| no | Titre | Date de sortie | ISBN              |
| -- | --- | -------------- | ----------------- |
| 1  | DanMachi 4koma somosomo danjon ni moguru no ga machigaide wanaidarō ka (ダンまち4コマ そもそもダンジョンにもぐるのが間違いではないだろうか)           | 25 juin 2015   | 978-4-7575-4674-5 |
| 2  | DanMachi 4koma dō kangaete mo danjon ni moguru no ga machigaide wanaidarō ka (ダンまち4コマ どう考えてもダンジョンにもぐるのが間違いではないだろうか) | 25 mars 2017   | 978-4-7575-5288-3 |

### Œuvres

#### Édition japonaise
Light novel
Dungeon ni deai o motomeru no wa machigatteiru darō ka (depuis (ja) SB Creative)
1. 1 2  Tome 1
2. 1 2  Tome 2
3. 1 2  Tome 3
4. 1 2  Tome 3 - Édition spéciale
5. 1 2  Tome 4
6. 1 2  Tome 4 - Édition spéciale
7. 1 2  Tome 5
8. 1 2  Tome 6
9. 1 2  Tome 6 - Édition spéciale
10. 1 2  Tome 7
11. 1 2  Tome 7 - Édition spéciale
12. 1 2  Tome 8
13. 1 2  Tome 8 - Édition spéciale
14. 1 2  Tome 9
15. 1 2  Tome 10
16. 1 2  Tome 10 - Édition spéciale
17. 1 2  Tome 11
18. 1 2  Tome 11 - Édition spéciale
19. 1 2  Tome 12
20. 1 2  Tome 13
21. 1 2  Tome 13 - Édition spéciale
22. 1 2  Tome 14
23. 1 2  Tome 15
24. 1 2  Tome 16
25. 1 2  Tome 17
26. 1 2  Tome 18
27. 1 2  Tome 19
28. 1 2  Tome 20
29. 1 2  Tome 20 - Édition spéciale
30. 1 2  Tome 21
31. 1 2  Tome 21 - Édition spéciale

Dungeon ni deai o motomeru no wa machigatteiru darō ka gaiden: Sword Oratoria (depuis (ja) SB Creative)
1. 1 2  Tome 1
2. 1 2  Tome 1 - Édition spéciale
3. 1 2  Tome 2
4. 1 2  Tome 3
5. 1 2  Tome 3 - Édition spéciale
6. 1 2  Tome 4
7. 1 2  Tome 5
8. 1 2  Tome 6
9. 1 2  Tome 7
10. 1 2  Tome 7 - Édition spéciale
11. 1 2  Tome 8
12. 1 2  Tome 8 - Édition spéciale
13. 1 2  Tome 9
14. 1 2  Tome 10
15. 1 2  Tome 10 - Édition spéciale
16. 1 2  Tome 11
17. 1 2  Tome 12
18. 1 2  Tome 13
19. 1 2  Tome 14
20. 1 2  Tome 15
21. 1 2 3  Tome 15 - Édition spéciale
22. 1 2  Tome 16
23. ↑  Tome 16 - Édition spéciale

Dungeon ni deai o motomeru no wa machigatteiru darō ka: Familia Chronicle (depuis (ja) SB Creative)
1. 1 2  Tome 1
2. 1 2  Tome 2
3. 1 2  Tome 3
4. 1 2  Tome 4

Manga
DanMachi (depuis (ja) Square Enix)
1. 1 2  Tome 1
2. 1 2  Tome 2
3. 1 2  Tome 3
4. 1 2  Tome 4
5. 1 2  Tome 5
6. 1 2  Tome 6
7. 1 2  Tome 7
8. 1 2  Tome 8
9. 1 2  Tome 9
10. 1 2  Tome 10

DanMachi II (depuis (ja) Square Enix)
1. 1 2  Tome 1
2. 1 2  Tome 2
3. 1 2  Tome 3
4. 1 2  Tome 4
5. 1 2  Tome 5
6. 1 2  Tome 6

Dungeon ni deai o motomeru no wa machigatteiru darō ka gaiden: Sword Oratoria (depuis (ja) Square Enix)
1. 1 2  Tome 1
2. 1 2  Tome 2
3. 1 2  Tome 3
4. 1 2  Tome 4
5. 1 2  Tome 5
6. 1 2  Tome 6
7. 1 2  Tome 7
8. 1 2  Tome 8
9. 1 2  Tome 9
10. 1 2  Tome 10
11. 1 2  Tome 11
12. 1 2  Tome 12
13. 1 2  Tome 13
14. 1 2  Tome 14
15. 1 2  Tome 15
16. 1 2  Tome 16
17. 1 2  Tome 17
18. 1 2  Tome 18
19. 1 2  Tome 19
20. 1 2  Tome 20
21. 1 2  Tome 21
22. 1 2  Tome 22
23. 1 2  Tome 23
24. 1 2  Tome 24
25. 1 2  Tome 25
26. 1 2  Tome 26
27. 1 2  Tome 27
28. 1 2  Tome 28
29. 1 2  Tome 29
30. 1 2  Tome 30
31. 1 2  Tome 31

Dungeon ni deai o motomeru no wa machigatteiru darō ka: Familia Chronicle - episode Ryū (depuis (ja) Square Enix)
1. 1 2  Tome 1
2. 1 2  Tome 2
3. 1 2  Tome 3
4. 1 2  Tome 4
5. 1 2  Tome 5
6. 1 2  Tome 6

Dungeon ni deai o motomeru no wa machigatteiru darō ka: Familia Chronicle - episode Freya (depuis (ja) Square Enix)
1. 1 2  Tome 1
2. 1 2  Tome 2
3. 1 2  Tome 3
4. 1 2  Tome 4
5. 1 2  Tome 5

Dungeon ni deai o motomeru no wa machigatteiru darō ka 4koma: Kamisama no nichijō (depuis (ja) Square Enix)
1. 1 2  Tome 1
2. 1 2  Tome 2

DanMachi 4koma (depuis (ja) Square Enix)
1. 1 2  Tome 1
2. 1 2  Tome 2

#### Édition française
Light novel
DanMachi : La Légende des Familias (depuis (fr) ofelbe.com)
1. 1 2  Tome 1
2. 1 2  Tome 2
3. 1 2  Tome 3
4. 1 2  Tome 4
5. 1 2  Tome 5
6. 1 2  Tome 6
7. 1 2  Tome 7
8. 1 2  Tome 8
9. 1 2  Tome 9
10. 1 2  Tome 10
11. 1 2  Tome 11
12. 1 2  Tome 12
13. 1 2  Tome 13
14. 1 2  Tome 14
15. 1 2  Tome 15

Manga
DanMachi : La Légende des Familias (depuis (fr) ototo.fr)
1. 1 2  Tome 1
2. 1 2  Tome 2
3. 1 2  Tome 3
4. 1 2  Tome 4
5. 1 2  Tome 5
6. 1 2  Tome 6
7. 1 2  Tome 7
8. 1 2  Tome 8
9. 1 2  Tome 9
10. 1 2  Tome 10

DanMachi : La Légende des Familias Arc II (depuis (fr) ototo.fr)
1. 1 2  Tome 1
2. 1 2  Tome 2
3. 1 2  Tome 3
4. 1 2  Tome 4
5. 1 2  Tome 5

DanMachi : Sword Oratoria (depuis (fr) ototo.fr)
1. 1 2  Tome 1
2. 1 2  Tome 2
3. 1 2  Tome 3
4. 1 2  Tome 4
5. 1 2  Tome 5
6. 1 2  Tome 6
7. 1 2  Tome 7
8. 1 2  Tome 8
9. 1 2  Tome 9
10. 1 2  Tome 10
11. 1 2  Tome 11
12. 1 2  Tome 12
13. 1 2  Tome 13
14. 1 2  Tome 14
15. 1 2  Tome 15
16. 1 2  Tome 16
17. 1 2  Tome 17
18. 1 2  Tome 18
19. 1 2  Tome 19
20. 1 2  Tome 20
21. 1 2  Tome 21

DanMachi – Familia Chronicle : Épisode Ryû (depuis (fr) ototo.fr)
1. 1 2  Tome 1
2. 1 2  Tome 2
3. 1 2  Tome 3
4. 1 2  Tome 4
5. 1 2  Tome 5
6. 1 2  Tome 6